# Polygala marensis
Polygala marensis là một loài thực vật có hoa trong họ Polygalaceae. Loài này được Burtt Davy miêu tả khoa học đầu tiên.